# مفاتيح كهربائية معزولة بالغاز

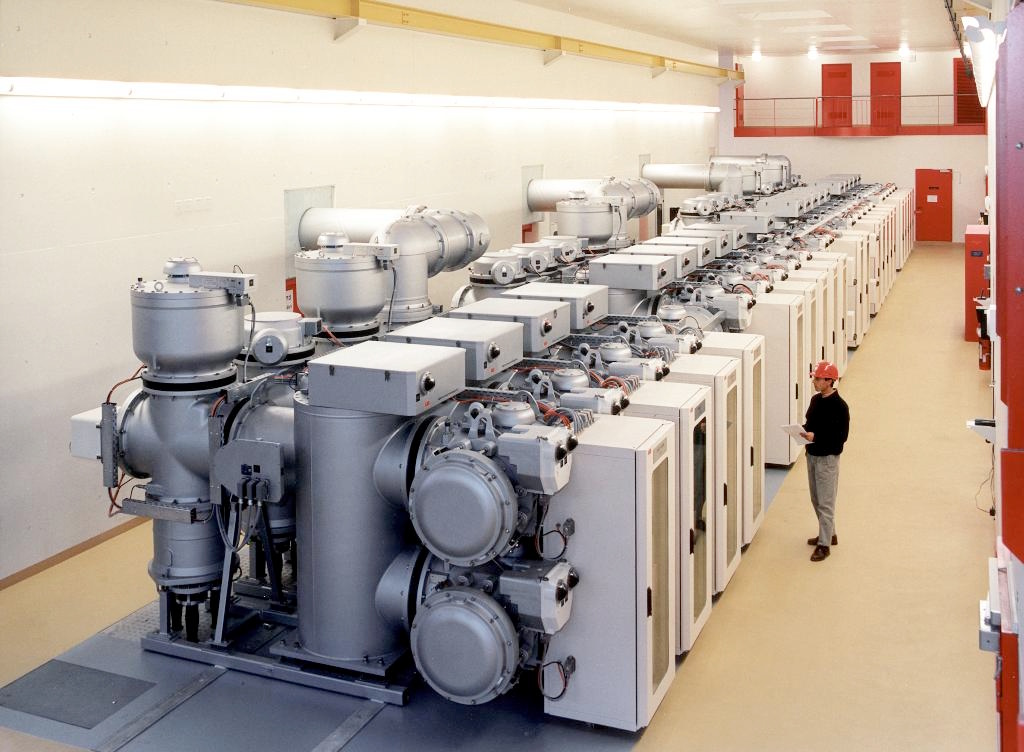
مثال عليها

المفاتيح الكهربائية المعزولة باستخدام الغاز (بالإنجليزية: Gas Insulated Switchgear)‏ تستخدم غاز سداسي فلوريد الكبريت (Eng. سداسي فلوريد الكبريت) المكثف كعازل للمفاتيح الكهربائية، وتختلف عن نظيرتها التي تستخدم الهواء كعازل بأن تصميمها مضغوط (حجمها أصغر) وبالإمكان تشغيلها في الأماكن المحصورة أو في غرف صغيرة، بالإضافة إلى إمكانية تشغيلها في الخلاء و لقد حلت هذه المفاتيح مكان المفاتيح المعزولة بالهواء بشكل كبير. مفاتيح العزل الهوائي (يستخدم فيها الهواء كعازل وكحماية من الضغط الكهربائي)، ما زالت تستعمل بقلة لبعض مناطق الضغط المتوسط (20 كيلو فولت).

## مقدمة
يستعمل الغاز من أجل حماية المفاتيح المستعملة في مواضع الضغط المتوسط (حتى 30 كيلو فولت) و الضغط العالي (حتى 400 كيلو فولت أو أكثر) بعزل المفاتيح المستخدمة وفي من هنا يشكل غاز سداسي فلوريد الكبريت مادة ممتازة للعزل بسبب شدة عزله و قدرتة على حماية المفاتيح من ضغط الكهرباء العالي.

## نموذج البناء
المفاتيح المعزولة كهربائيا لا تباع بالعادة وحدها وانما مع تجهيزات أخرى مثل محول التيار/محول الضغط الكهربائي بالإضافة إلى قواطع أخرى للخط الأرضي و غيره.